# 斎藤勁
斎藤 勁（さいとう つよし、1945年〈昭和20年〉7月10日 - ）は、日本の政治家。
内閣官房副長官（野田内閣・野田第1次改造内閣・野田第2次改造内閣・野田第3次改造内閣）、衆議院議員（1期）、参議院議員（2期）、横浜市会議員（2期）などを歴任。

## 来歴
神奈川県横浜市生まれ。中学校卒業後、横浜市役所に就職し、働きながら横浜市立横浜商業高等学校定時制、神奈川大学第二法学部卒業。
1987年、横浜市会議員選挙に立候補し、初当選。1995年、第17回参議院議員通常選挙に日本社会党公認で神奈川県選挙区から立候補し、当選。1996年、社会党の党名変更により社会民主党の結成に加わるがのちに離党し、旧民主党結党に参加した。2001年の第19回参議院議員通常選挙には民主党公認で立候補し、再選。
参議院議員任期途中の2005年、同年9月11日執行の第44回衆議院議員総選挙に神奈川11区から民主党公認で立候補したため、告示日の同年8月30日付で公職選挙法の規定により参議院議員を退職（自動失職）となった。選挙戦では強い追い風に乗る現職首相の小泉純一郎を相手に14万票超の大差で惨敗し、比例復活もならず落選した。なお、斎藤の欠員補充となる参議院神奈川県選挙区補欠選挙が同年10月23日に執行されたが、自民党の川口順子が当選したため、参議院でも民主党は議席を失う形となった。
2007年、第21回参議院議員通常選挙に比例区から出馬したが、落選。2009年の第45回衆議院議員総選挙に比例南関東ブロック単独で出馬。民主党の大勝により比例区に重複立候補していた候補者の大半が小選挙区で議席を獲得したため、比例名簿の下位に登載されていた斎藤も当選し、4年ぶりに国政に復帰した。
2011年9月、野田内閣の内閣官房副長官（政務担当・衆議院）に就任。
2007年の参院選で当選した大石尚子が2012年1月4日に死去したことに伴い、中央選挙管理会が2012年1月11日に繰上補充の選挙会を開き、名簿順から斎藤を繰上当選とする告知を2012年1月12日に受けたが、既に2009年の総選挙で衆議院議員に当選しているため、告知から5日以内に衆議院議員の職を辞す旨の届出をせず、当選資格を失った。このため、次点の玉置一弥が繰上当選となった。
次期総選挙には出馬せず引退する意向を示していたが、衆議院解散後間もなく山梨1区の党公認候補として擁立されることが決定した。同選挙区を地盤としていた小沢鋭仁が、離党（除籍）し日本維新の会へ移籍したため党の支部長が空席となっており、幹事長で旧日本社会党時代から交流のある輿石東の要請を受けて、刺客として立候補を受諾した。輿石と犬猿の仲である小沢を選挙区で当選させないことを目的とした擁立であり、結果非自民票の切り崩しに成功し小沢の選挙区当選を阻止している。なお、小沢は比例復活したのに対し、斎藤自身は落選している。落選後、改めて政界引退を表明した。
2013年、2016年3月までの任期で法政大学大学院客員教授に就任。2016年11月、旭日重光章を受章。
2019年4月、立憲民主党の推薦で中央選挙管理会委員に就任（2022年まで）。2020年9月、神奈川大学の理事に就任（2022年7月より副理事長）。
2023年4月、沖縄県政策参与に就任した。

## 政策・慰安婦支援活動
- 1999年、国旗及び国歌に関する法律案の参議院本会議における採決で反対票を投じた。
- 2000年12月、在日本朝鮮人総連合会の招請による民主党の訪朝団に選ばれ、北朝鮮を訪問[15]。
- 2010年4月21日、姜日出を招いた「戦時性的強制被害者問題解決促進法案提出十周年記念集会」に参加し、戦時性的強制被害者問題解決促進法案の成立を目指す強い思いを語った[16]。
- 2010年8月19日、日韓併合100年を契機に「植民地支配過程で被害にあった韓国人とその子孫たちに対して日本政府の十分な賠償を促す」ことを目的とした「韓日過去史の解決と未来に向けた平和議員会議」に、民主党の首藤信彦衆議院議員・土肥隆一衆議院議員・相原久美子参議院議員・今野東参議院議員・那谷屋正義参議院議員、日本共産党の山下芳生参議院議員、社民党の阿部知子衆議院議員、社民党党首の福島瑞穂参議院議員、無所属の糸数慶子参議院議員らと出席し、自民党の加藤紘一衆議院議員の代理人も参加し、韓国の国会議員らとともに日本による韓国併合の違法性、戦後補償と慰安婦問題、在日韓国人の地方参政権問題などの解決方法について議論した[17][18]。その議論でうまくまとまらなかったことについて「5月25日に日韓の超党派の国会議員で共同宣言を出そうとしたが実現しなかった。それで終わらずに双方で忌憚のない意見交換をしたかった。」「首相の菅直人よる談話に対して日韓両国の知識人が（不十分だとして）不義不当だとの共同声明を出している。ここは未来に向け双方で諸課題の解決に向け真剣に話し合うべきだ。」と総括した[19]。